# Сарзеду (Моимента-да-Бейра)
Сарзеду (порт. Sarzedo) — район (фрегезия) в Португалии, входит в округ Визеу. Является составной частью муниципалитета Моимента-да-Бейра. Находится в составе крупной городской агломерации Большое Визеу. По старому административному делению входил в провинцию Бейра-Алта. Входит в экономико-статистический субрегион Доуру, который входит в Северный регион. Население составляет 200 человек на 2001 год. Занимает площадь 8,52 км².